# 加拿大选举制度
加拿大选举制度的选举是单一选区相对多数的选举制度。在单一选区获得票數最多的候选人赢得加拿大下议院的一个席位。通常赢得最多席位的政党組建加拿大政府，该党的领导人通常会成为加拿大总理。加拿大每5年举行一届联邦众议院选举，至2008年，共进行了40屆。